# دوك كوربن دارت
دوك كوربن دارت (بالإنجليزية: Doc Corbin Dart)‏ هو ناشط سلام أمريكي، ولد في 16 مارس 1953.

## وصلات خارجية
- دوك كوربن دارت على موقع ميوزك برينز (الإنجليزية)
- دوك كوربن دارت على موقع ديسكوغز (الإنجليزية)